# フランシスコ・ブーヨ
フランシスコ・ブーヨ（Francisco Buyo、1958年1月13日 - ）は、スペインガリシア州ア・コルーニャ県ベタンソス出身の元サッカー選手。ポジションはGK。パコ・ブーヨ。

## 経歴
14歳でウラルCFへ入団。ゴールキーパーの他にも右ウインガーでプレーし、キーパーをしている間は無失点に抑えると共にチーム得点王にもなった。ベタンソスCFのユースを経て、1975-76シーズンにRCDマヨルカでデビュー。翌シーズンはデポルティーボ・ラ・コルーニャへ移籍し、1980年までプレーした。1978-79シーズンはSDウエスカへレンタル移籍していた。1980年にはセビージャFCへ行き、正ゴールキーパーとして1985-86シーズンまでプレー、6年間で242の公式試合に出場した。
そして1986-87シーズンに、ミゲル・アンヘル・ゴンサレスの後釜としてレアル・マドリードに移籍し、すぐにレギュラーの座を獲得した。ここではリーグ優勝、スーペルコパ、コパ・デル・レイなど数多くのタイトルに加え、1987-88、1991-92と2度サモラ賞に選ばれた。また、1994-95シーズンは、リーグ戦において709分間ゴールを割らせなかった。これは、スペインリーグで5番目の記録である。1996-97シーズンは、ボド・イルクナー、サンティアゴ・カニサレスに次ぐ第3キーパーとなってしまい、そのシーズン限りで現役を引退した。レアルでは454試合に出場、13のタイトルを獲得した。
1977年にはFIFA U-20ワールドカップのスペイン代表に招集された。1980年にはモスクワオリンピックに出場した。1983年にはスペイン代表に初選出され、1992年までの間に7試合に出場した。1984年と1988年のUEFA欧州選手権に出場し、1984年大会では準優勝した。
2009年2月にイケル・カシージャスに抜かれるまで、レアル・マドリードのゴールキーパーとしての最多出場記録(454試合)を保持していた。
引退後は、レアル・マドリードCの監督を短期間していたほか、アルジャジーラにてスポーツアナリストなどもしていた。

## 所属クラブ
- 1972-1973  ウラルCF
- 1973-1975  ベタンソスCF
- 1975-1976  RCDマヨルカ
- 1976-1978  デポルティーボ・ラ・コルーニャ
- 1978-1979  SDウエスカ
- 1980-1986  セビージャFC
- 1986-1997  レアル・マドリード

## タイトル

### クラブ
- レアル・マドリード
  - リーガ・エスパニョーラ 1987-88, 1988-89, 1989-90, 1990-91, 1994-95, 1996-97
  - コパ・デル・レイ 1989, 1993
  - スーペルコパ 1988, 1990, 1993

### 個人
- レアル・マドリード
  - サモラ賞 1987-88, 1991-92